# Pelplin (gmina)
La gmina de Pelplin est une commune urbaine-rurale de la voïvodie de Poméranie et du powiat de Tczew. Elle s'étend sur 140,45 km² et comptait 16 547 habitants en 2006. Son siège est la ville de Pelplin qui se situe à environ 20 kilomètres au sud de Tczew et à 50 kilomètres au sud de Gdansk, la capitale régionale.

## Village s
Hormis la ville de Pelplin, la gmina de Pelplin comprend les villages et localités de Bielawki, Dębina, Gaj, Gręblin, Hilarowo, Janiszewko, Janiszewo, Janowo, Kulice, Kulice Małe, Lignowy Szlacheckie, Małe Walichnowy, Maniowo, Międzyłęż, Młynik, Nadleśnictwo, Nowy Dwór Pelpliński, Nowy Międzyłęż, Ornasowo, Pelplin-Wybudowanie, Pomyje, Pustki, Rajkowy, Rombark, Ropuchy, Rożental, Rudno, Rudnopole, Stary Międzyłęż, Stocki Młyn, Wielki Garc et Wola.

## Gminy voisines
La gmina de Pelplin est voisine des gminy de Bobowo, Gniew, Miłoradz, Morzeszczyn, Starogard Gdański, Subkowy et Sztum.